# Canzoni per un figlio
Canzoni per un figlio è un album del gruppo musicale italiano Marlene Kuntz, pubblicato il 15 febbraio 2012.

## Il disco
Il disco è stato pubblicato in contemporanea alla partecipazione del gruppo alla 62ª edizione del Festival di Sanremo, dove hanno presentato il brano musicale Canzone per un figlio.
Si tratta di una raccolta di pezzi dei Marlene Kuntz riarrangiati in un concept dedicato al rapporto padre-figlio e contenente due inediti: Canzone per un figlio e Pensa.
Nel disco è presente anche Canzone in prigione, pubblicata in precedenza solo nella colonna sonora del film Tutta colpa di Giuda (2009).

## Tracce
Le tracce sono 14:
1. Canzone per un figlio - 3:41
2. A Fior Di Pelle - 3:58
3. Trasudamerica - 4:08
4. Canzone Ecologica - 3:12
5. Pensa - 6:02
6. Stato D'animo - 5:20
7. Serrande Alzate - 4:29
8. Io e me - 8:56
9. Bellezza - 3:51
10. Lieve - 3:50
11. Canzone In Prigione - 3:56
12. Ti Giro Intorno - 4:20
13. Un piacere speciale - 4:09
14. Grazie - 4:10

Bonus track (iTunes)
1. Impressioni di settembre (live) - 7:35

## Classifiche
| Classifica (2012) | Posizione massima |
| ----------------- | ----------------- |
| Italia            | 38                |